# Kanton Saint-Raphaël
Kanton Saint-Raphaël is een kanton van het Franse departement Var. Kanton Saint-Raphaël maakt deel uit van het arrondissement Draguignan en telt 49.932 inwoners in 2018.

## Gemeenten
Het kanton Saint-Raphaël omvatte tot 2014 enkel de gemeente:
- Saint-Raphaël

Na de herindeling van de kantons bij decreet van 27 februari 2014, met uitwerking op 22 maart 2015 omvat het kanton volgende gemeenten:
- Les Adrets-de-l'Estérel
- Fréjus  ( noordelijk deel )
- Saint-Raphaël (hoofdplaats)